# Município de Weston (condado de Wood, Ohio)
O município de Weston (em inglês: Weston Township) é um município localizado no condado de Wood no estado estadounidense de Ohio. No ano de 2010 tinha uma população de 2.336 habitantes e uma densidade populacional de 61,11 pessoas por km².

## Geografia
O município de Weston encontra-se localizado nas coordenadas 41° 21′ 51″ N, 83° 48′ 44″ O. Segundo a Departamento do Censo dos Estados Unidos, o município tem uma superfície total de 38.23 km², da qual 38,22 km² correspondem a terra firme e (0,02 %) 0,01 km² é água.

## Demografia
Segundo o censo de 2010, tinha 2.336 habitantes residindo no município de Weston. A densidade populacional era de 61,11 hab./km². Dos 2.336 habitantes, o município de Weston estava composto pelo 92,89 % brancos, o 0,34 % eram afroamericanos, o 0,77 % eram amerindios, o 0,17 % eram asiáticos, o 3,85 % eram de outras raças e o 1,97 % eram de uma mistura de raças. Do total da população o 9,38 % eram hispanos ou latinos de qualquer raça.